# Quiosco de la música
El Quiosco de la música es una estructura de tipo templete, realizada para la Exposición Hispano-Francesa de 1908 por los hermanos José y Manuel Martínez de Ubago Lizarraga y constituye una de las mejores muestras de modernismo de Zaragoza, debido a sus líneas ondulantes, el vuelo de cristal de sus aleros y la filigrana de la estructura de hierro. Remata en una cúpula muy peraltada y ovoide decorada por tejas de cerámica vidriada.
Lo liviano de su arquitectura, efímera en origen, ha podido ser causa de numerosos traslados con sus consiguientes desperfectos, por lo que ha sido restaurado en numerosas ocasiones. Tras la Exposición Hispano-Francesa de 1908 fue trasladado al centro del Paseo de la Independencia.
En 1927 regresa a su primera ubicación en la plaza de Castelar, (posteriormente llamada de José Antonio y actual plaza de los Sitios) hasta 1968, en que fue reinstalado en su emplazamiento actual del Parque Grande José Antonio Labordeta.
En febrero de 2017 sufrió un atentado que dañó gravemente su estructura, al ser atacado con una retroexcavadora.